# Зіє Діабате
Зіє Діабате́ (фр. Zié Diabaté; нар. 2 березня 1989 року, М'Поді, Кот-д'Івуар) — івуарійський футболіст, захисник французького «Діжона».